# Viktor Majgurov
Viktor Viktorovič Majgurov (in russo Виктор Викторович Майгуров?; Severoural'sk, 7 febbraio 1969) è un dirigente sportivo ed ex biatleta russo, primo vicepresidente dell'International Biathlon Union dal settembre del 2014.
Vincitore di varie medaglie olimpiche e mondiali e di due Coppe del Mondo di specialità, tra il 1993 e il 1994 gareggiò per la nazionale bielorussa.

## Biografia

### Carriera sciistica
In Coppa del Mondo ottenne il primo risultato di rilievo il 17 dicembre 1992 a Pokljuka (9º) e la prima vittoria, nonché primo podio, il 18 dicembre 1993 nella medesima località. Nel 1996-1997 vinse la coppetta di cristallo di inseguimento e nel 2001-2002 quella di partenza in linea.
In carriera prese parte a tre edizioni dei Giochi olimpici invernali, Lillehammer 1994 (37º nella sprint, 23º nell'individuale, 4º nella staffetta), Nagano 1998 (4º nella sprint, 3º nella staffetta) e Salt Lake City 2002 (7º nella sprint, 7º nell'inseguimento, 3º nell'individuale, 4º nella staffetta), e a dieci dei Campionati mondiali, vincendo otto medaglie.

### Carriera dirigenziale
Dopo il ritiro Majgurov è diventato organizzatore delle gare a Chanty-Mansijsk, il principale centro di biathlon russo, e vicepresidente della Federazione russa; membro della Commissione tecnica dell'International Biathlon Union dal 2010, il 5 settembre 2014 è stato eletto primo vicepresidente della federazione.

## Palmarès

### Olimpiadi
- 2 medaglie:
  - 2 bronzi (staffetta[3] a Nagano 1998; individuale[3] a Salt Lake City 2002)

### Mondiali
- 8 medaglie:
  - 3 ori (staffetta[3] a Ruhpolding 1996; inseguimento[3] a Osrblie 1997; staffetta[3] a Oslo/Lahti 2000)
  - 4 argenti (sprint[3], gara a squadre[3] a Ruhpolding 1996; staffetta[3] a Kontiolahti/Oslo 1999; staffetta[3] a Chanty-Mansijsk 2003)
  - 1 bronzo (gara a squadre[3] a Canmore 1998)

### Coppa del Mondo
- Miglior piazzamento in classifica generale: 2º nel 1996
- Vincitore della Coppa del Mondo di inseguimento nel 1997
- Vincitore della Coppa del Mondo di partenza in linea nel 2002
- 31 podi (19 individuali, 12 a squadre[1]), oltre a quelli ottenuti in sede olimpica e iridata e validi anche ai fini della Coppa del Mondo:
  - 12 vittorie (7 individuali, 5 a squadre)
  - 8 secondi posti (5 individuali, 3 a squadre)
  - 11 terzi posti (7 individuali, 4 a squadre)

#### Coppa del Mondo - vittorie
| Data             | Località          | Nazione     | Spec.                                                      |
| ---------------- | ----------------- | ----------- | ---------------------------------------------------------- |
| 18 dicembre 1993 | Pokljuka          | Slovenia    | SP                                                         |
| 18 marzo 1995    | Lillehammer       | Norvegia    | SP                                                         |
| 14 marzo 1996    | Hochfilzen        | Austria     | IN                                                         |
| 12 dicembre 1996 | Oslo Holmenkollen | Norvegia    | SP                                                         |
| 14 dicembre 1996 | Oslo Holmenkollen | Norvegia    | PU                                                         |
| 18 gennaio 1997  | Anterselva        | Italia      | SP                                                         |
| 9 marzo 1997     | Nagano            | Giappone    | RL (con Vladimir Dračëv, Sergej Tarasov e Aleksej Kobelev) |
| 28 febbraio 1999 | Lake Placid       | Stati Uniti | RL (con Vladimir Dračëv, Sergej Rožkov e Pavel Rostovcev)  |
| 23 gennaio 2000  | Anterselva        | Italia      | RL (con Sergej Rožkov, Pavel Rostovcev e Vladimir Dračëv)  |
| 6 gennaio 2001   | Oberhof           | Germania    | PU                                                         |
| 20 dicembre 2002 | Osrblie           | Slovacchia  | RL (con Pavel Rostovcev, Sergej Rožkov e Sergej Čepikov)   |
| 11 gennaio 2003  | Oberhof           | Germania    | RL (con Pavel Rostovcev, Sergej Rožkov e Sergej Čepikov)   |

Legenda:

IN = individuale

SP = sprint

PU = inseguimento

RL = staffetta